# زبان گانا
گانا (یا گاناق) یک زبان استرونزیایی در ایالت صباح مالزی است.
از آنجایی که هر دو زبان دوسونی گانا و کوجاو، در شهر کنینگاو و اطراف آن صحبت می‌شوند، گانا دارای بخش قابل توجهی از واژه‌های قرضی دوسونی است، اگرچه در اصل یک زبان موروتی است.